# Solenopsis moesta
Solenopsis moesta är en myrart som först beskrevs av W. Foerster 1891.  Solenopsis moesta ingår i släktet eldmyror, och familjen myror. Inga underarter finns listade i Catalogue of Life.